# Amnistie parlementaire
Une amnistie parlementaire est une loi votée par les parlementaires dont l'objet est l'amnistie. Cette amnistie peut être liée aux crimes ou délits qu'ils ont commis, généralement pendant une phase troublée de l'histoire (amnistie après la Révolution française).

## Concept
Elle procède d'une loi qui interdit à l'avenir d'enquêter ou de recevoir des plaintes à leur sujet, et déclare que les informations ouvertes sont abandonnées. Les modalités exactes de ces lois sont précisées dans leur texte.

## Applications

### En France
L'histoire législative française a connu plusieurs lois d'amnistie : après la Commune de Paris et après les évènements de Mai-68, notamment,.

### Au Bénin
En 2023, l'opposition parlementaire propose une amnistie au profit des exilés politiques.

### Au Liban
En 2020, un projet de loi d'amnistie générale est en discussion.

### En Allemagne de l'Ouest
Après la Seconde Guerre mondiale, la République fédérale d'Allemagne mit en vigueur plusieurs lois d'amnistie relatives à d'anciens nazis.